# Sergio Pitol
Sergio Pitol Demeneghi (Puebla de Zaragoza, 18 marzo 1933 – Xalapa, 12 aprile 2018) è stato uno scrittore, traduttore e diplomatico messicano di origine italiana.
La sua vocazione lo ha portato alla promozione dei diritti umani in Messico e ad interrogarsi sugli orientamenti politici che collocano l'essere umano al di sotto della ragione di Stato.

## Biografia
(El arte de la fuga, Sergio Pitol)
Sergio Pitol è nato in un luogo remoto e sconosciuto al resto del mondo (Potrero, Veracruz) nel 1933. Orfano dall'età di quattro anni, è cresciuto in una grande casa in questo piccolo villaggio con meno di tremila abitanti. Così lui stesso lo descrive nel discorso preparato per il Premio Cervantes:
Ha passato l'infanzia circondato da adulti che, nelle loro conversazioni, esprimevano una grande nostalgia per il mondo precedente la Rivoluzione, un mondo distrutto del quale conservavano ricordi contraddittori: appena evocavano le virtù di quel paradiso perduto come si lamentavano delle miserie e delle calamità che erano accadute in quell'epoca. Sono state proprio quelle esperienze ad influire notevolmente alla creazione dei suoi primi racconti, quelli di Tiempo Cercado e Infierno de todos, che non sono altro che "il risultato di un esercizio di pulizia, una via di fuga da quel mondo asfissiato, malato, con tanfo da luoghi oscuri, chiusi ed isolati", come lui stesso ha affermato in una intervista del 1989.
Per molti anni è stato ammalato di malaria, cosa che lo ha obbligato a rimanere chiuso in casa, tempo in cui ha approfittato per dedicarsi alla lettura: ha cominciato con Verne, Stevenson, Dickens ed all'età di dodici anni aveva già terminato Guerra e Pace. A diciassette anni aveva già confidenza con Proust, Faulkner, Thomas Mann, Virgina Woolf, Kafka, Neruda, Borges, i poeti del gruppo Contemporanei, messicani, quelli della generación del 27 ed i classici spagnoli. Tutte le estati era solito andare con sua nonna e con suo fratello in una stazione termale a bere le acque minerali, anche se non è mai riuscito a sperimentare alcun miglioramento. Sua nonna fu una è stata una figura importante nella sua vita, oltre ad essersi fatta carico della sua educazione, gli è servita da modello e da riferimento nel momento di iniziarsi alla letteratura, visto che passava la maggior parte del giorno a leggere romanzi, soprattutto quelle di Tolstoi, il suo autore preferito.
A sedici anni è andato a Città del Messico per studiare all'università e qui ha incontrato la sua vera vocazione, il suo cammino verso la letteratura, nella Facoltà di Diritto, notevolmente influenzato dal suo maestro Don Manuel Martínez Pedroso, professore ordinario di Teoria dello Stato e Diritto Internazionale. Dice di lui "Don Manuel è stata una delle persone più sagge che ho conosciuto".
Si è laureato in Diritto all'Universidad Nacional Autónoma de México, ed è stato titolare di questo corso di studi nella sua alma máter, nell'Università Veracruzana di Xalapa e nell'Università di Bristol.
Nel 1953 si è recato a Cuba ed in Venezuela. Passa l'inverno del 1957 a New York. 
Nel 1958, su iniziativa di Carlos Monsiváis e di José Emilio Pacheco, ha collaborato con la rivista Estaciones, dove sono stati pubblicati i suoi primi racconti.
È stato membro del Servicio Exterior messicano dal 1960, per il quale ha lavorato come associato culturale a Londra, Parigi, Varsavia, Budapest, Mosca e Praga. Il suo passaggio per Mosca ha rafforzato in lui il suo affetto per la letteratura russa in generale e per Anton Čechov in particolare.
Nel 1966, rientrato in Messico, si installa a Xalapa. Nel 1968 riparte per l'Europa e diventa associato culturale a Belgrado, posto al quale rinuncia a fine anno a causa del massacro di Tlatelolco in Messico, pochi giorni prima dell'inaugurazione dei Giochi Olimpici del 1968.
È vissuto inoltre a Roma, Pechino e Barcellona per motivi di studio e di lavoro. Nell'ultima città è vissuto tra il 1969 ed il 1972 traducendo per varie case editrici, tra le quali Seix Barral, Tusquets e Anagrama (che pubblica le sue opere in Spagna). Ed è in questa città che ha terminato il suo primo romanzo: El tañido de una flauta (1971) al quale seguiranno: Juegos Florales nel 1982, El desfile del amor nel 1984, Domar a la divina garza nel 1988, La vida conyugal nel 1990. Nel 1999 El desfile del amor, Domar a la divina garza  e La vida conyugal saranno riuniti in un trittico sotto il titolo: Triptico del carnaval, con prefazione di Antonio Tabucchi.
A partire dalla fine degli anni '90, ha lasciato da parte il romanzo e si è dedicato ad un nuovo genere che mescola armoniosamente l'autobiografia, il saggio, la narrativa romanica ed il diario di viaggio; da cui hanno preso vita El arte de la fuga nel 1996, El viaje nel 2000 e El mago de Viena nel 2005. In seguito questi tre volumi sono stati riuniti in un trittico: Trilogia de la memoria (2007).
Attualmente vive a Xalapa, capitale dello stato messicano di Veracruz.
Ha cominciato a pubblicare nella maturità (No hay tal lugar, 1967). "Ho cominciato con il racconto e per quindici anni continuai a scriverne. con il racconto ho fatto il mio apprendistato. Ci ho messo tanto a sentirmi sicuro". Ha scritto una decina di libri prima di El arte de la fuga (1996), nel quale ha fatto un notevole bilancio della sua evoluzione ed ha creato un genere narrativo-"memorialistico" molto personale. La diffusione di massa della sua opera è stata tardiva.
Il 23 gennaio del 1997, è stato eletto membro corrispondente dell'Accademia Messicana della Lingua.
Pitol è inoltre conosciuto per le sue traduzioni in spagnolo di autori italiani (Giorgio Bassani, Giuseppe Berto), inglesi ed americani (Jane Austen, Joseph Conrad, Ford Madox Ford, Robert Graves, Henry James e Lewis Carroll), polacchi (Jerzy Andrzejewski, Kazimierz Brandys, Witold Gombrowicz) e russi (Anton Tchekhov, Boris Pilniak).
Inoltre, nel corso della sua lunga carriera come diplomatico, ha occupato i posti di Attaché Culturale a Belgrado (1968), Varsavia (1972), di Consigliere Culturale a Parigi (1975), Budapest (1976) e Mosca (1977-1979), prima di terminare la sua carriera come ambasciatore del Messico a Praga (1983-1988).
Meno conosciuto rispetto ai suoi connazionali più anziani Carlos Fuentes e Octavio Paz, ha ottenuto il riconoscimento internazionale a partire dall'assegnazione del IX Premio Juan Rulfo per la Letteratura Latino-Americana e dei Caraibi, nel 1999, che ha permesso al grande pubblico di scoprirlo. In Messico è conosciuto come un maestro per le generazioni a lui successive: sia che si tratti degli autori nati negli anni '50 (Carmen Boullosa, Juan Villoro, Mario Bellatin; o di quelli nati negli anni 68-70, come i membri del Crack (Jorge Volpi, Ignacio Padilla, Pedro Angel Palou, Eloy Urroz) o ancora Álvaro Enrigue ed Eduardo Montagner Anguiano.

## Premi e riconoscimenti

Premio Miguel de Cervantes

- Premio Miguel de CervantesPremio Xavier Villaurrutia 1981 per Nocturno de Bujara[6]
- Premio della rivista Aventua y Misterio per il racconto Amelia Otero (1957)
- Premio Rodolo Goes del INBA per il romanzo El tañido de una flauta (1973)
- Premio La Palabra y el Hombre per il racconto Asimetría (1980)
- Premio Nacional de Literatura (1983)
- Premio Villaurrutia per il libro di racconti Nocturno de Bujara (1981)
- Premio Nacional Francisco Xavier Clavijero 2002 (2003)
- Premio Juan Rulfo (1999)
- Premio internazionale "Bellunesi che hanno onorato la Provincia di Belluno in Italia e nel mondo" (Venezia) (2000)
- Premio Bellas Artes de Narrativa Colima para Obra Publicada 1982
- Premio Herralde sul romanzo per El desfile del amor(1984)
- Premio Nacional de Ciencias y Artes en el área de Lingüística y Literatura 1993
- Premio Mazatlán di Letteratura 1997 per El arte de la fuga
- Premio Mazatlán al miglior libro per due anni consecutivi (1996 y 1997)
- Premio de Literatura Latinoamericana y del Caribe Juan Rulfo 1999
- Distinción Honoris Causa conferita dalla UNAM (1998)
- Premio Miguel de Cervantes 2005[7]

## La sua opera
Nella sua opera narrativa possono essere messe in rilievo due tappe:

### Prima tappa
Iniziata con i suoi primi racconti, quelli di Tiempo cercado e Infierno de todos, marcata da tinte nostalgiche ed un tanto negative ,  da lui stesso definita come un tentativo di fuga da un mondo asfissiato e malato. Nel periodo in cui scrisse questi racconti si diede alla lettura di William Faulkner,  nei suoi romanzi incontrò un mondo nel quale si sentiva chiaramente identificato: quello dei proprietari terrieri del sud degli Stati Uniti dopo la Guerra Civile, gente che viveva in grandi case, che pativa malattie di qualsiasi tipo e viveva distrutta, senza riuscire ad adattarsi al mondo contemporaneo. Un mondo pieno di bambini nati dopo il disastro: orfani, malati, impauriti.

### Seconda tappa
La seconda tappa è conosciuta come quella dei viaggi, dove il protagonista è una specie di pellegrino laico, un giovane ansioso di scoprire i misteri della natura umana. In questa tappa Sergio Pitol è concentrato nell'andare a fondo nella psicologia dei personaggi, (la maggior parte messicani) ponendosi alcuni dilemmi morali. Un esempio caratteristico è il racconto Cuerpo presente, con il quale inizia precisamente la seconda tappa. In essa fa una lista dei personaggi e dei luoghi che andava conoscendo, anche se utilizzerà il luogo solo come struttura scenica.

### Lista delle opere
Opera completa di Sergio Pitol:
- Tiempo cercado (1959)
- Infierno de todos (1971)
- Los climas (1972)
- No hay tal lugar (1967)
- El tañido de una flauta (1973)
- Asimetría (1980)
- Nocturno de Bujara (1981)
- Cementerio de tordos (1982)
- Juegos florales (1985)
- El desfile del amor (1985)
- Domar a la divina garza (1988)
- Vals de Mefisto (1989)
- La casa de la tribu (1989)
- La vida conyugal (1991), adattata al cinema.
- El arte de la fuga (1996), saggio-memoria.
- Todos los cuentos más uno (1998)
- Soñar con la realidad (1998)
- El viaje (2000)
- Todo está en todas las cosas (2000)
- De la realidad a la literatura (2002)
- Obras reunidas II (2003)
- Obras reunidas III (2004)
- El mago de Viena (2005)
- Trilogía de la memoria (2007), che raggruppa El arte de la fuga, El viaje y El mago de Viena
- Autobiografía soterrada (2011)

### In italiano
- Valzer di Mefisto (Sellerio Editore Palermo, 1992)
- La vita coniugale (Sellerio Editore Palermo, 1994)
- La vita coniugale (Nottetempo, 2006)
- La divina (Sur, 2014)
- La sfilata dell'amore (Gran Via, 2015)
- La pantera e altri racconti (Gran Via, 2018)

## Al riguardo di Sergio Pitol
- José Balza, Victoria de Stefano, Anamari Gomis, et alii. Sergio Pitol, los territorios del viajero. México, ERA, 2000.
- Karim Benmiloud. Sergio Pitol ou le carnaval des vanités. Paris, Presses Universitaires de France, 2012.
- Karim Benmiloud, Raphaël Estève (dir.). El planeta Pitol. Bordeaux, Presses Universitaires de Bordeaux, 2012.
- José Bru (comp.). Acercamientos a Sergio Pitol. Guadalajara, Universidad de Guadalajara, 1999.
- Maricruz Castro Ricalde. Ficción, narración y polifonía : el universo narrativo de Sergio Pitol. México: Universidad Autónoma del Estado de México, 2000.
- Laura Cazares Hernández. El caldero fáustico : la narrativa de Sergio Pitol. México, UAM, 2000.
- (VV.AA.). Texto crítico nº 21, Xalapa, Universidad Veracruzana, abr.-jun. 1981.
- Pedro M. Domene. Sergio Pitol: el sueño de lo real. Batarro (revista literaria) nº 38-39-40, 2002.
- Luz Fernández de Alba. Del tañido al arte de la fuga. Una lectura crítica de Sergio Pitol. México, UNAM, 1998.
- Teresa García Díaz. Del Tajin a Venecia: un regreso a ninguna parte. Xalapa, Universidad Veracruzana, 2002.
- Teresa García Díaz (coord.). Victorio Ferri se hizo mago en Viena (sobre Sergio Pitol). Xalapa, Universidad Veracruzana, 2007.
- Alfonso Montelongo. Vientos troqueles : la narrativa de Sergio Pitol. Xalapa, Universidad Veracruzana, 1998.
- José Luis Nogales Baena. Hijo de todo lo visto y lo soñado: La narrativa breve de Sergio Pitol. Sevilla, Consejo Superior de Investigaciones Científicas, Editorial Universidad de Sevilla, Diputación de Sevilla, 2019.
- Renato Prada Oropeza. La narrativa de Sergio Pitol : los cuentos. Xalapa, Universidad Veracruzana, 1996.
- Eduardo Serrato (comp.). Tiempo cerrado, tiempo abierto. Sergio Pitol ante la crítica. México, ERA - UNAM, 1994.
- Hugo Valdés Manríquez. El laberinto cuentístico de Sergio Pitol. Monterrey, Gobierno del Estado de Nuevo León, 1998.